# 非洲西部沿海橫貫高速公路
非洲西部沿海橫貫高速公路是聯合國非洲經濟委員會（UNECA）、非洲開發銀行（ADB）以及非洲聯盟（AU）所推行之「非洲橫貫公路計畫」中的7號路線。這條公路連接了西部非洲12個沿海國家，其中還有兩條分別連接到馬里與布吉納法索的內陸支線。
本公路在今天依然沒有完全通車，目前東端終點設在奈及利亞的拉各斯阿拉巴和Trade Fair国际贸易市附近，于2015年左右开建，至今尚未完成土地平整工程，而西端的終點因為多方歧見以致尚未確定。西非國家經濟共同體（ECOWAS）為首的相關組織認為，西端點應設在茅利塔尼亞的諾克少；聯合國非洲經濟委員會則希望西端點設在塞內加爾的達喀爾。

## 命名
因為各方無法達成共識，除了較為客觀的「非洲西部沿海橫貫高速公路」外，還有以下命名：
- 努瓦克肖特－拉各斯高速公路
- 拉各斯－努瓦克肖特高速公路
- 達喀爾－吉布提高速公路
- 拉各斯－達喀爾高速公路

## 道路概況
根據非洲聯盟的資料，高速公路全長4,560（2,833英里），其中有83％、大約是3,777（2,347英里）的路段已經完成；非洲開發銀行的報告則指長4,010（2,492英里）的公路已有3,260（2,026英里）鋪設完成，這不包括努瓦克肖特到拉各斯之間約570 km（354 mi）的距離。在2003年出版的非洲開發銀行報告中，有32％路段的品質相當低劣、9％相當良好以及59％的普通。拉各斯路段從2010年開始進行拓寬工程，完成後將有10線道。
目前非洲西部沿海橫貫高速公路由西非經共體與非洲新夥伴關係（NEPAD）管理，相關資金則是非洲開發銀行提供。國際道路聯合會（IRF）將本公路列為非洲橫貫公路網計畫中的「優先級」。